# Yinfu Shuiku
Yinfu Shuiku (kinesiska: 尹府水库) är en reservoar i Kina. Den ligger i provinsen Shandong, i den östra delen av landet, omkring 280 kilometer öster om provinshuvudstaden Jinan. Yinfu Shuiku ligger 70 meter över havet. Arean är 9,8 kvadratkilometer. Trakten runt Yinfu Shuiku består till största delen av jordbruksmark. Den sträcker sig 4,8 kilometer i nord-sydlig riktning, och 4,7 kilometer i öst-västlig riktning.
Genomsnittlig årsnederbörd är 735 millimeter. Den regnigaste månaden är juli, med i genomsnitt 230 mm nederbörd, och den torraste är januari, med 11 mm nederbörd.